# ドンキーコング (ゲームボーイ)
『ドンキーコング』（英語: GAME BOY DONKEY KONG）は、1994年6月14日に任天堂から発売されたゲームボーイ用アクションパズルゲーム。同年7月22日にはアメリカ、9月24日にはヨーロッパでも発売。

## 概要
1981年にアーケードゲームでリリースされた『ドンキーコング』にアクションパズルの要素を追加してアレンジされた作品。『テトリスフラッシュ』とともに初のスーパーゲームボーイ対応作品でもある。発売当時には取扱説明書のほか、スーパーゲームボーイ使用時における操作方法を記したチラシが付属した。
スーパーゲームボーイを使用すると、以下の点で内容に変化がある。これは、スーパーゲームボーイにおけるローンチタイトルであるが故、ゲームシステムが大幅にいじられている。
- ゲーム画面が多色表示となる
- ゲーム画面外にはアーケードの海外版アップライト筐体を模したSGB専用フレームが付く
- ポリーンが発する「HELP!」の声がスーパーファミコンの内蔵音源を使用した肉声になる
- エンディングのBGMがスーパーファミコンの内蔵音源を使用したバージョンになる

## システム
舞台・ストーリー設定はアーケード・ファミコン版のものから引き継がれており、作中の最初の4ステージもアーケード版を模し簡単にされたものが用意されているが、それ以降のステージはほぼ新設計とされ、ステージ数も100以上と格段に増やされている。敵キャラはオリジナルのものが大半を占める。
アーケード・ファミコン版と比較してマリオのアクションが大幅に強化されており、上からの攻撃を受け止められる「逆立ち」や逆立ちから高く飛べる「逆立ちジャンプ」、大きくジャンプできる「バック宙」、ロープでの「大車輪」による大ジャンプなどもできるようになったほか、一部の敵やアイテムを『スーパーマリオUSA』（1988年）のように持ち上げたり投げられるようになっている。また、ある程度の高さなら落ちてもミスにはならなくなった（気絶してしばらく動けなくなる）。ミスしたときのマリオの死亡パターンも多彩になり、通常の接触ミス以外では受けた攻撃の種類に起因するモーション（焼死、圧死、感電死、など）に変更された。また、この作品から連れ去られるヒロインの名前が日本版でも「ポリーン」と呼ばれるようになり、デザインも茶髪に統一された（それまで日本では「レディ」と呼ばれており、金髪で描かれていたこともあった）。

### 進行
ひたすらステージをクリアしていくファミコン版とは異なり、『スーパーマリオブラザーズ』の様なレベル・ステージ制が取り入れられ、各レベル毎に大都会・森林・海岸など一定のテーマに沿ったステージが用意されている。これにより変化に富んだ内容になっている。
ステージによっては自分で好きな所に配置できる足場・ジャンプ台・ハシゴ等のアイテムが点在し、クリアにはこれらを適切に配置することが必須というアクションパズルゲーム的な要素を含んでいるのも特徴。『マリオvs.ドンキーコング』以降でもパズル要素は発展して引き継がれている。
各レベルは4ステージ1セット×1～4の構成になっており、例外を除き1～3ステージは通常ステージ、4ステージ目はドンキーとの戦いとなる。この関係で、各レベルのステージ数は必ず4の倍数となっている。クリア条件はアーケード・ファミコン版と異なり、通常ステージは「ステージの何処かにある鍵でドアを開ける」、ドンキーステージは「ポリーンの所にたどり着く」、レベル最後のドンキーステージでは「タルをドンキーにぶつけて倒す」となった。
各セットのドンキーステージ終了後は、次の4ステージを攻略する上でヒントになるデモンストレーションが流れる。また、ステージクリアした際の残りタイム合計に応じた残機アップボーナスが貰える。通常は100秒ごとに1UP、100秒に満たない端数も1UPに数えられる（例：4ステージ残りタイムの合計が398秒だった場合には4UP、401秒なら5UP）。
各セットの残りタイム合計は最高記録がセーブされ、タイトル画面でセレクトを押すか、ポーズメニューでRECORDを選ぶことによって記録を閲覧可能。記録更新時にはデモンストレーション中にタイムが点滅してわかるようになっており、自動セーブされる（ステージ9-8クリア時だけは記録更新しても点滅せず、音だけがなる）。
アーケード版でのバッグ、帽子、傘のアイテムも健在で、面クリア時にすべてのアイテムを集めていた場合はボーナスステージが始まる。
セーブは4面ごとのドンキーステージ攻略後およびポーズ中に可能。ただしポーズ中セーブの場合は再開時に各区切りの最初のステージからになる（例：9面途中でセーブした場合は再開が9面から、7面途中でセーブした場合は4面区切りの先頭である5面から）。いったんセーブすれば、ファイルセレクト画面で任意レベルの区切り線等ステージからプレイ再開することが可能。

### ボーナスゲーム
ステージクリア時にポリーンの持ち物を全て取得しているとプレイ可能。2種類あり、ステージクリア時の残りタイムが奇数の場合はスロット、偶数の場合はルーレットになる。
スロット
スロットでそろえた絵柄によってマリオの残機数がアップする。揃わなければハズレ（0UP）だが、特定の絵柄で揃うと5UP以上することもある。
ルーレット
ルーレットで止めた場所の数字の数だけマリオの残機数がアップする。1～3UPしハズレがない。全部で3種類あり、ステージクリア時のある条件により出てくるルーレットが決まる。

## キャラクター

### 登場人物
マリオ
主人公。ドンキーコングに再びさらわれた恋人のポリーンを救い出しに向かう。
ポリーン
マリオの恋人。ドンキーコングに再び誘拐される。本作から日本でも「ポリーン」という名が使用されるようになった。デザインも旧作から変更され、イラストでの髪色は黒に近い濃い茶髪になり、赤いワンピースドレスを着ている。
ドンキーコング
敵役。タルを投げてプレイヤーを妨害する巨体のゴリラ。様々なものを投げたり障害物を降らせて攻撃を行う。
各ステージの最終面ではマリオと直接対決となり、タルや敵を3回ぶつけることでクリアとなる。ステージ9の最終面では、大量のキノコで巨大化。拳でマリオを叩き潰そうとする。
ドンキーコングJr.
ドンキーコングの息子。時々出てきてはスイッチを操作する、毒キノコを投げるといったいたずらを行う。触れても踏んでもミスになる。ゲームの終盤で懲らしめることが可能。

### 敵キャラクター
タル
ドンキーコングが投げてくる樽。アーケード・ファミコン版のような、通常のタル・火薬タルの区別はなく、ドンキーコングの投げ方も多彩になっている。ハンマーで破壊できるほか、上から落ちてくるものは逆立ちで倒せる。
なお、殆どのステージの最終面では、ドンキーコングを攻撃するための武器にもなる。最終面でのみ、逆立ちで受け止めると宙返りをした後直立で着地し、持ち上げることが可能になる。
ドラムカンファイア
その名の通りドラム缶から現れる、眼が付いた火の玉。アーケード・ファミコン版の「ひのこ」。ウロウロと不規則に動き回り、ハシゴを昇り降りする。ドンキーが投げたタルがドラム缶に入って炎上して出現するタイプと、既にステージの定位置に存在するタイプがある。
ジャッキ
ドンキーコングが投げてくるジャッキ（パンタグラフジャッキ）。一定間隔で跳ねて進み、地面が無い所では垂直に落下する。
ファイア
ステージ0の4面（100m）にのみ現れる、眼が付いた勾玉状の炎。アーケード・ファミコン版の「おじゃま虫」。外見が異なるだけで、動作はドラムカンファイアと同じ。1匹ずつ不特定の場所から出現し、画面上に最大で4匹現れる。
バウバウ
大都会のノラ犬。普段は大人しいが、ハンマーを持つと威嚇して走り回る。触れるとミスになる。持ち上げることが可能で、ハンマーで叩いたり、カギや敵を投げつけても倒せる。
オイル
空中で上下に速く動く、「OIL」の文字が書かれた台に乗っている炎。
ラッピー
大都会のノラねずみ。壁伝いに移動している。動く速度は個体によって異なる。倒せないが触っても乗ることも可能。
ダストマン
ゴミ箱に化けた敵。上に乗ると目を出してウロウロ歩き回る。持ち上げることは不可。物をぶつけることで倒せる。
ファイアチュー
火だるまになったラッピーで、外観は脚が生えたドラムカンファイア。ファイアチューが通った氷の床は溶ける。
ドッティ
壁伝いに移動するてんとう虫。ラッピーと同じく触っても乗っても平気。
スナイパー
壁伝いに移動するトゲトゲな虫。どこを触ってもミスになる。鍵などを投げつけても本体を通過し、倒すことが出来ない。
ドーリィー
一定時間ごとに、種を横方向に飛ばしてくる花。種はしゃがむと当たらない。ドーリィー自体は触っても乗ってもミスにはならない。
スナップジョー
ドンキーコングJR.にも登場した、ツタを昇り降りするワニ。マリオを裏切りドンキー側に付いた。ドンキーステージでは、ドンキーコングが投げ飛ばしてくることもある。
物をぶつけるか、ツタに付いている木の実をタイミングよく頭上へ落とせば倒せる。
ブクブク
水中でマリオを狙う魚。普段はゆっくり泳いでいるが、時折突進してくる。カギをぶつければ倒せる。スーパーマリオワールドのブクブクとは別物。
カイバード
巣から1羽ずつ飛び立ち、フンを落としてくるスズメ。物をぶつけると倒すことが可能で、マリオに向かってフンを落とす。また、触れてもミスになる。倒しても放置しても巣から次々に現れる。
サイレス
大きな耳と一本のツノを持つ敵。普段は眠っているが、マリオがサイレスのいる足場に着地すると、起きて突進してくる。寝ている時は花のように見える。
ウッスン
ウロウロ歩く石臼。触っても乗っても乗られても平気。足場として利用出来る。
カーニィー
カニ。普段は眠っていて動かないが、近付くとハサミを伸ばしてきた後、少し移動する。ハサミや体に触れるとミスになる。硬い殻を持ち、カギや他の敵をぶつけても頭上で跳ね上がって倒せない。だが、持ち上げることは可能。
テッカメン
盾を持った鉄仮面をかぶる敵。普段は歩き回るだけだが、同じ足場にいるマリオを見つけると、盾で押し潰そうと突進してくる。盾で押されながらしゃがむことで、狭い通路を通り抜けることが可能。
本体自体は触れてもミスにはならないが、持ち上げることはできず、物を投げ付けても頭上で跳ね上がるだけで倒すことができない。
アクアマン
潜水服を着ているが、地上でウロウロしている。ハンマーを持っても走らないという点を除けば、バウバウと変わらない。
ゲッソリ
水中を横方向に泳ぐのっぺらぼうなイカ。カギや敵を投げつけることで倒せる。
モンキッキ
長いしっぽのサル。しっぽに掴まれば、普通には行けない場所へ移動することができる。触れても乗っても平気。
動きは遅く、壁にぶつかれば折り返す。
ドラキュー
横方向に飛び回る吸血コウモリ。触れると血を吸われ、少しの間、仰向けになって気を失ってしまう。ツタに捕まっている時に触れると手を離してしまう。触れた場所によっては、高所からの転落ミスや、危険な足場へ落ちてミスになることがある。カギをぶつけることで倒せる。
ジャンパー
乗るとジャンプするカエル。毒キノコで小さくなっている時に乗ると普段よりも高くジャンプする。
どこに触れても平気だが、カギや敵をぶつけると倒すことも可能。
スケルトン
足場を歩き回り、マリオが近くにいると骨を投げてくる頭蓋骨。骨は山なりに投げるので、そばにいれば当たらない。
ミイラ
砂漠版アクアマン。デモンストレーションにも登場する。
フラフラワー
歩き回る花。レベル5では、地面から出てきてしばらく歩き回ったあと、再び地面に潜る。レベル8では花粉を飛ばして攻撃してくる。花や花粉に触れるとミスになる。
アルマジロン
壁伝いに歩くアルマジロ。特徴はラッピーと同じ。
スコーピー
壁伝いに歩くサソリ。砂漠版スナイパー。
ツタンオーメン
5-8でドンキーコングが投げてくる敵。名前の通り、ツタンカーメンの黄金のマスクを模した外観をしている。
動作は歩くだけという、アクアマン等と似るが、段差を飛び降りる点が異なる。飛び降りるとマリオがいる方向へ歩みを変える。
持ち上げることが可能で、ドンキーコングにぶつけるとダメージを与えられる。
オットー
氷山の海中に潜むタコ。普段は水底で一定距離を動き回っているが、頭上にマリオが来ると垂直上昇して脚でマリオを捕らえて、頭に覆いかぶさる。この間マリオの歩く速度が遅くなり、泳ぐことができなくなる。約10秒間動きを制限させてくるが、左右に素早く動けば約5秒で解放される。倒すことはできない。
開発時は普通に登場していたが、テストプレイした人たちに嫌がられたため、1ヶ所だけ残された。
トドデス
トド。普段は歩き回っているだけだが、同じ高さの足場にいるマリオを見つけると、牙を剥いて突っ込んでくる。持ち上げることはできないが、物をぶつけて倒せる。
プルプル
壁伝いに歩くアザラシのような生き物。氷山版ラッピー。
ペンペン
ペンギン。氷山版アクアマン。横から触れるとミスになる。
チクチク
集団で壁伝いに歩き回るハリネズミ。岩山版スナイパー。ハンマーで倒せる。
ホークス
滝のそばにある巣から飛び出すタカ。ボス戦にも登場し、フンを落とすことでマリオを妨害する。
ロックン
8-16でドンキーコングが投げてくる、眼と脚が付いた丸い岩。岩山版ツタンオーメン。
ゴーレム
9-1に登場。石人形の怪物で、ベルトコンベアの流れを無視してノロノロ歩く。アクアマンと特徴は同じ。
ギャートル
ステージ9に登場。壁伝いに歩く、脚とツノが付いた頭蓋骨。特徴はスナイパーなどと同じ。
クロ
9-4に登場。ドンキーコングがスイッチを操作すると、巣から現れフンを落とすカラス。
ロボNO.1
9-6に登場するロボット。見た目はごついがアクアマンやゴーレムと特徴は同じ。

## アイテム
バッグ・帽子・傘
いずれもポリーンの持ち物で、通常ステージにそれぞれ1つずつ特定の場所に配置されており、全て取るとステージクリア後にボーナスゲームを遊ぶことができる。
ハート
「1UP」の文字が描かれたハート。一部ステージの決まった場所に配置され、取得すると1UPする。
鍵
特定の場所に1つだけ配置されていて、面をクリアするのに必要なものであり、これを持ち上げながら扉の前に行くと、鍵を解除して次の面に移動する。鍵を投げつけることで敵キャラを倒すことや、足場にすることも可能。
ハンマー
これを取るとハンマーを上下に振り回し、敵キャラを倒すことができる。ハンマーを振っている間はジャンプとはしごの上り下りができない。ハンマーには有効時間があり、一定時間が経つと効果が切れ、その面には二度と出現しない。Bを押すと任意タイミングで手を放すことが可能。ハンマーの有効時間が残っている場合は再びハンマーを持つことが可能。
スーパーハンマー
ブロック状に設置されており、これを取るとハンマーを上下に振り回す。通常ハンマーと違い特定のレンガブロックを破壊でき、通れるようになる。また設置されたブロック上に何度でも現れる。
木の実
主にツタに付いており、触れると落下して、真下にいる敵キャラを倒すことができる。アーケード（ゲーム&ウオッチ、ファミコン）版ドンキーコングJR.のフルーツのようなもの。
足場・梯子・ジャンプ台・ブロック
上の4つはいずれもブロック状に設置されており、触れると任意の場所にそれを設置することができる。一定時間が経つと消滅するが、設置されている場所に何度でも現れる。
スイッチ
ブロック状に設置されている。オン・オフすると足場が伸びたり、リフトの動きを切り替えたり、シャッターを開けたりなど様々な効果がある。
ゴミ箱
上に乗ると持ち上げることができる。主に敵に投げつけて倒したり足場に使う。ただし中には「ダストマン」という敵キャラが擬態しているものがあり、その場合は持ち上げられない。
キノコ
ドンキーとドンキーJr.がマリオに投げつけてくるもの。マリオシリーズに出てくるマメキノコに相当し、これを取るとマリオが小さくなってしまう。その際行動が制限されるが、普通の大きさでは通れない道を通過することが可能になる。道なりに進んでくる場合と地形を貫通して飛んでくる場合がある。これまでのスーパーキノコのように巨大化するタイプはエンディングのみで登場する。

## ステージ
ステージ0 工事現場
ポリーンをさらったドンキーは工事現場に逃げ込む。全4面。アーケード版のリメイクで、最初のステージということもあり、難易度が極めて低くなっている。全ての面が1画面で構成されており、ファミリーコンピュータ版でカットされた50mも登場する。
なお今作の序章なので、100mのエンディングデモのみ大幅に変更されている。ポリーンと対面した時のBGMはファミコン版で差し替えられたものがそのまま用いられている。
ステージ1 大都会
ポリーンを再びさらったドンキーは都会の中へと逃げ込む。全8面。このステージからパズル要素が入り、面をクリアするのに必要な「鍵」が初登場。また「バウバウ」「ラッピー」といったこのゲームでは基本的な動きをする敵も登場。
ステージ2 森
ドンキーは都会から郊外の森へ逃亡する。全12面。水中ステージが初登場。
ステージ3 船
森を抜けたドンキーは船に侵入する。全8面。鉄棒を使ったアクションを覚えないと先に進めない。
ステージ4 ジャングル
船が着いた先はジャングルだった。全12面。ツタをよじ登って移動することが多く、サルの「モンキッキ」、カエルの「ジャンパー」といった動物の力を借りて進む場面もある。また「ドンキーコングJr.」が初登場し、いたずらをするようになる。
ステージ5 砂漠
ジャングルを抜けると砂漠に行き着いた。全12面。神殿やピラミッドの内部が舞台。スーパーハンマーが登場する。
ステージ6 飛行機
砂漠を越え、ドンキーは飛行機に飛び乗る。全8面。スイッチとジェット気流（強風）が多数登場。主翼やエンジンルームでは砲台が攻撃してくる。
ステージ7 氷山
飛行機が着陸したのは氷に覆われた地であった。全12面。床が氷である面が多い。マリオが通ると落下し一定時間で再生するツララと、画面外から移動してくる流氷（床）などが登場。
ステージ8 岩山
流氷に乗ったドンキー達は岩山に漂着する。このゲームの中で一番多い全16面。前半では集団で走り回るハリネズミ「チクチク」が、後半では溶岩がマリオを待ち受ける。先に進むごとに背景に映るドンキーの故郷へと近付いていく。
ステージ9 塔
岩山を越えたドンキーは自身の故郷へと戻って来た。全9面（9-9は初めは伏せられている）。全てがドンキー面で今までのステージに登場した面を強化したような感じであり、このゲームの総復習ともいえる。
初代ドンキーコング1面を再現した面や、ドンキーコングJr.の最終ステージをアレンジした面が存在する。最終決戦では時間無制限の巨大ドンキーコングとの戦いが待っている。

## 移植版
| No. | タイトル                            | 発売日                      | 対応機種        | 開発元 | 発売元                                | メディア                                      | 備考 | 出典        |
| --- | ----------------------------------- | --------------------------- | --------------- | ------ | ------------------------------------- | --------------------------------------------- | ---- | ----------- |
| 1   | ドンキーコング                      | 2000年3月1日                | ゲームボーイ    | 任天堂 | 任天堂情報開発本部 パックスソフトニカ | フラッシュロムカセット （ニンテンドウパワー） |      |             |
| 2   | ドンキーコング                      | 2011年6月15日 2011年6月16日 | ニンテンドー3DS | 任天堂 | 任天堂情報開発本部 パックスソフトニカ | ダウンロード （バーチャルコンソール）         |      | [ 3 ]       |
| 3   | ゲームボーイ Nintendo Switch Online | 2025年3月7日                | Nintendo Switch | 任天堂 | 任天堂                                | ダウンロード                                  |      | [ 4 ] [ 5 ] |

3DSバーチャルコンソールや『ゲームボーイ Nintendo Switch Online』などでは、ゲームボーイ実機の機能をエミュレーションする関係上、スーパーゲームボーイ仕様による内容は反映していない。

## 開発
そもそもはドンキーコング10周年記念として、ドンキーコングを主人公としたゲームを制作する予定があったが頓挫してしまい、後にようやく本作の開発が行われたため、結果的に13周年記念の作品となった。元々はリメイクとして制作する意図はなく、リメイクを元にした新しいゲーム制作する事を検討していたという。
開発中に、オリジナル版の4面をどの順番で入れるかでスタッフ間で検討が行われ、最初のステージとして入れると昔と同じゲームと思われるので最後に入れることも検討された。しかし、懐かしさで購入を検討する人も多いだろうという事で最終的に最初のステージとして入れられる事になった。
アーケード版にタイムが付いていたのはタイムアタックをして遊ぶ為ではなく、初代『ドンキーコング』では絶対に敵にやられない場所があり、ゲームセンターでそこにマリオを置いたままだと機械がずっと動き続ける事になるため、時間が来るとゲームオーバーになる仕様にしていた。しかし、本作ではタイムアタックという新たな目的として設置した。
アイテムの導入に関しては、プレイヤーが自分でマップを作れるようにするという企画で進行しており、プレイヤーが別の攻略ルートを作れるようにマップを書き換えられる機能を入れる事が検討された。また、そのような機能が付いたROMがあり、プログラマーの平島正之が製作ツールとして制作し、何処でもマップが作れるようになった。しかし、開発側では低年齢層には難易度が高いのではないかとの懸念があったため、ゲームの中の一部分として使用するという意図でアイテムという形となった。
本作がアクションパズルとなった理由はエディットアイテムの導入によるが、パズル要素を入れようとした最初の理由は、ゲームボーイの画面では長いスクロールだと、キャラクターが速く動いた時に見難いため、1画面半の小さいスクロールにする事を決定していたためである。
また、開発当初はボスキャラとして「モモガー」というキャラクターが検討されており、ドンキーコングの1.5倍ぐらいあるリスのような動物のキャラクターであったが、ドンキーコングの存在感が薄くなってしまうため最終的にボツキャラクターとなった。このモモガーは、後に本山一城の漫画『スーパーマリオ ドンキーコング』 2巻（講談社、1995年、ISBN 4-06-319567-8）に収録された後日談エピソード「ドンキー島での悲しい結末!!の巻」にて、ドンキーコングを誘拐した大ボスとして登場している。
開発者のインタビューによれば、本作は『スーパーマリオブラザーズ』よりも前の話であり、本作の最後に登場するドンキーコングの故郷近辺にキノコ王国があるらしく、ゲーム中のグラフィックでもそれが反映されている。また同インタビューにて、ポリーンはマリオの「昔の彼女」であるが、その後ピーチに出会って気が移り、マリオが有名になったためポリーンがふられてしまったのではないかという話を、プロデューサーの宮本茂とディレクターの亀山雅之が冗談混じりに答えている。

## スタッフ
- エグゼクティブ・プロデューサー：山内溥
- プロデューサー：宮本茂
- ディレクター：亀山雅之、清水隆雄
- メイン・プログラマー：星野義明、平島正之
- コ・プログラマー：安間基夫
- グラフィック・デザイナー：今栄生、臼井健太、今村孝矢
- サウンド・コンポーザー：荒木泰介
- コース・デザイナー：桜井邦子、前岩克知、うめだけんじ、亀山雅之、今栄生、臼井健太、清水隆雄
- イラストレーター：小田部羊一
- マニュアル・エディター：手嶋敦史

## 評価
ゲーム誌『ファミコン通信』の「クロスレビュー」では、7・6・7・7の合計27点（満40点）、『ファミリーコンピュータMagazine』の読者投票による「ゲーム通信簿」での評価は以下の通り、21.2点（満30点）となっている。
| 項目 | キャラクタ | 音楽 | お買得度 | 操作性 | 熱中度 | オリジナリティ | 総合 |
| 得点 | 3.8        | 3.3  | 3.5      | 3.7    | 3.6    | 3.3            | 21.2 |